# Pietro Pariati

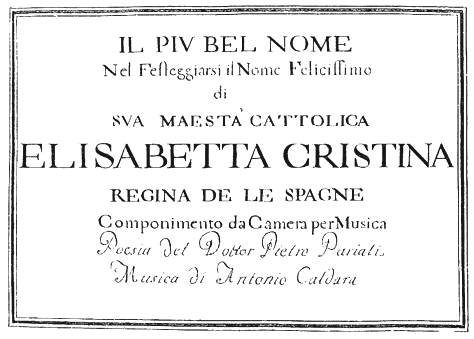
Antonio Caldara, Il più bel nome, versi di Pietro Pariati

Pietro Pariati (Reggio Emilia, 27 marzo 1665 – Vienna, 14 ottobre 1733) è stato un librettista e poeta italiano.

## Biografia
Dopo aver lavorato come segretario al servizio del Duca di Modena, il cardinale Rinaldo d'Este, verso la fine del 1699 si recò a Venezia, dove iniziò a svolgere l'attività librettistica in collaborazione con Apostolo Zeno. Durante il periodo veneziano scrisse autonomamente i libretti Artaserse, Anfitrione, Svanvita, Il falso Tiberino, Sesostri re d'Egitto e Costantino. Questi drammi furono impiegati da parecchi compositori coevi, come Tomaso Albinoni e Francesco Gasparini, e successivi e andarono in scena soprattutto nei teatri veneziani, milanesi e bolognesi. Non tralasciò di scrivere libretti neanche per altri generi operistici, sia buffi che comici, come l'opera scenica, la tragicommedia e l'intermezzo.
L'attrice Teresa Corona, moglie dell'attore comico Giovanni Battista Costantini, curò nel 1707 una edizione del libretto La casta Penelope, su versi di Pietro Pariati.
Nell'estate del 1714 Pariati lasciò Venezia per dirigersi a Vienna, città in cui rimase fino alla morte. Nella capitale austriaca dal 1718 fu attivo come poeta cesareo al servizio dell'imperatore Carlo VI, per il quale aveva già avuto in passato occasione di scrivere durante un soggiorno a Barcellona. Nella capitale austriaca Pariati scrisse testi per oratori, cantate, drammi e altri lavori teatrali, quasi tutti con il fine di festeggiare le varie celebrazioni della famiglia imperiale. Tra questi lavori si ricorda la festa teatrale Costanza e Fortezza musicata nel 1723 da Johann Joseph Fux.